# Karolinekoen
Karolinekoen er et dansk varemærke udviklet af danske mejerier i fællesskab.
Den blev tegnet i 1958 af den århusianske grafiker Grete Rich i forbindelse med et stort fremstød for danske mejeriprodukter på hjemmemarkedet.
Fra 1962 til engang i 1990'erne fungerede koen også som logo for Karolines Køkken.
Koen Karoline var tidligere ejet af Mejeriforeningen, men i 2003 blev alle rettigheder overdraget til ARLA Foods. Koen bruges som varemærke på mange eksportmarkeder.

## Baggrund og historie
I 1957 faldt den engelske import af dansk smør kraftigt, og der opstod et stort overskud af smør i Danmark. Et af den danske mejeribranches fælles initiativer til at løse problemet med smørbjerget, var at udvikle og realisere en stor national mejerikampagne. 
Kampagnen blev lanceret i 1958 under konceptet ”Mejerigtig” og koen Karoline blev udviklet som ikon for dette fremstød. Det var den århusianske tegner Grete Rich, der havde designet koen som en del af det samlede kampagnemateriale til Mejeriforeningen. 
Det første udkast til koen var 3.dimensionel og syet af et rød- og hvidternet køkkengardin. Den ternede ko blev præsenteret for offentligheden første gang 13. februar 1958 i Tivoli i forbindelse med en helaftensudsendelse på DR. Den daværende statsminister H.C. Hansen trak en kunstig ko i naturlig størrelse ind på scenen, mens han råbte "Kom så Karoline". Desværre har DR ikke gemt denne udsendelse "Mælke-Mik" i sine arkiver. Men den foromtales bl.a. i Berlingske Tidende 7. februar 1958, og 23. februar 1958 skriver Politikken: "Vi havde hørt så meget om hende, faktisk var hun bygget op som en stjerne. Vi havde ventet os meget af hende, for hun har en berømt søster i USA, og så stod hun bare der i baggrunden til ingen verdens nytte med strittende, veloplagt yver og sin dejlige smaaternede krop – gumlende på sin blomst ligesom salig brygger Jacobsen omend på en langt mindre aandfuld og alligevel uendeligt tiltalende måde."
Tegneren Grete Rich regner 28.maj 1958 for den officielle start på Karolinekoens liv som logo, for da var de sidste korrektioner foretaget og grafikken afleveret til reproanstalten.
Karolinekoen er formodentlig et at de stærkeste visuelle ikoner i dansk erhvervshistorie. En omfattende og i dansk sammenhæng tidlig merchandise strategi bredte den rødhvide ko ud i det offentlige rum. Den dukkede op i mange danske hjem i form af klippeark, plakater, malebøger og puslespil til børnene.